# Иш, Эба Бекир
Эба Бекир Иш (тур. Eba Bekir İş; родился 1 октября 2008) — немецкий футболист, полузащитник клуба «Айнтрахт Франкфурт».

## Клубная карьера
Воспитанник команд «Конкордия Гернсхайм» и «Виктория Грисхайм», в 2018 году присоединился к академии клуба «Айнтрахт Франкфурт». 12 декабря 2024 года впервые попал в заявку основной команды «орлов» на матч Лиги Европы против клуба «Олимпик Лион», однако на поле не появился. 30 января 2025 года дебютировал за «Айнтрахт», выйдя на замену в матче Лиги Европы против «Ромы».

## Карьера в сборной
Выступал за сборные Германии до 16 и до 17 лет.